# برينت أندرسون
برينت أندرسون (بالإنجليزية: Brent Anderson)‏ هو رسام بالرصاص أمريكي، ولد في 15 يونيو 1955 في سان خوسيه في الولايات المتحدة.

## وصلات خارجية
- الموقع الرسمي
- برينت أندرسون على موقع IMDb (الإنجليزية)